# El Encinal
El Encinal es una ranchería del municipio de Bacanora ubicada en el este del estado mexicano de Sonora, en la zona de la Sierra Madre Occidental. La ranchería es la tercera localidad más poblada del municipio, ya que según los datos del Censo de Población y Vivienda realizado en 2020 por el Instituto Nacional de Estadística y Geografía (INEGI), El Encinal tiene un total de 52 habitantes.
El primer registro oficial como localidad lo tuvo en el evento censal del año de 1930, cuando se le conocía bajo el nombre de Encinal de Milpillas y pertenecía al extinto Municipio de Tacupeto. El 26 de diciembre de 1930 se suprimió dicho municipio y la localidad pasó a jurisdicción del municipio de Bacanora. En los años 1960 el nombre se le redujo sólo a "El Encinal".

## Geografía
Véase también: Geografía del municipio de Bacanora
El Encinal se sitúa en las coordenadas geográficas 28°38'18" de latitud norte y 109°16'53" de longitud oeste del meridiano de Greenwich, a una elevación de 1,121 metros sobre el nivel del mar, en la parte alta de la Sierra Madre Occidental, con pequeñas serranías cercanas como La Joya, Sandoval y Campanera, y también cerca fluye el Río Bacanora, su vegetación se constituye mayormente de selva baja caducifolia y pequeñas áreas de bosque de pino y matorral subtropical.

## Demografía
Según el Censo de Población y Vivienda realizado en 2020 realizado por el Instituto Nacional de Estadística y Geografía (INEGI), el pueblo tiene un total de 52 habitantes, de los cuales 30 son hombres y 22 son mujeres. En 2020 había 60 viviendas, pero de estas 23 viviendas estaban habitadas, de las cuales 8 estaban bajo el cargo de una mujer.

### Población histórica
Evolución de la cantidad de habitantes desde el evento censal del año 1930:
| Año           | 1930 | 1940 | 1950 | 1960 | 1970 | 1980 | 1990 | 1995 | 2000 | 2005 | 2010 | 2020 |
| Población     | 101  | 210  | 310  | 339  | 327  | 189  | 188  | 186  | 129  | 74   | 56   | 52   |
| Fuente: INEGI |      |      |      |      |      |      |      |      |      |      |      |      |

## Gobierno
Véase también: Gobierno del municipio de Bacanora
El Encinal es una de las 18 localidades que conforman el municipio de Bacanora, y su sede de gobierno se encuentra en la cabecera municipal de este, el pueblo de Bacanora. La ranchería cuenta con un residente con la función de comisario, ya que tiene la categoría de comisaría municipal.